# I Bruise Easily
"I Bruise Easily" é uma canção da cantora britânica Natasha Bedingfield, gravada para o seu álbum de estreia Unwritten. Foi escrita pela própria, com auxílio na composição por Andrew Frampton, Wayne Wilkins, Paul Herman, sendo que Frampton e Wilkins também trabalharam na produção da faixa. O seu lançamento ocorreu a 9 de Maio de 2005 como quarto e último single do projecto.

## Desempenho nas tabelas musicais

### Posições
| Tabela musical (2005)               | Melhor posição |
| ----------------------------------- | -------------- |
| Alemanha - Media Control AG         | 46             |
| Áustria - Ö3 Austria Top 75         | 46             |
| Irlanda - IRMA                      | 17             |
| Países Baixos - Mega Single Top 100 | 13             |
| Reino Unido - UK Singles Chart      | 12             |
| Suíça - Schweizer Hitparade         | 53             |